# Brachylope brachypterus
Brachylope brachypterus är en insektsart som beskrevs av Sidorskii 1938. Brachylope brachypterus ingår i släktet Brachylope och familjen dvärgstritar. Inga underarter finns listade i Catalogue of Life.